# Nukumanu
Nukumanu est un atoll situé juste sous le 4e parallèle sud et qui fait partie de la Papouasie-Nouvelle-Guinée, à 682 km de la Nouvelle-Irlande, et se trouve à 38 km d'Ontong Java (dans les îles Salomon). C'est une exclave polynésienne. Philip Carteret l'aperçoit lors de son deuxième voyage autour du globe en août 1767 et lui donne le nom d'Isle de Gower. Il a quelques échanges avec les habitants de l'île le 11 août mais dans un premier temps, il ne parvient pas à mettre l'ancre. Revenu le lendemain à proximité de l'île, il y rencontre un grand nombre d'habitants à bord de pirogues, qu'il suppose être venus d'une île voisine. La rencontre tourne à la confrontation et Carteret met le cap sur le nord-ouest.